# 히가시소토우미정
히가시소토우미정(東外海町)은 에히메현 미나미우와군에 설치되었던 정이다. 현재의 아이난정에 해당한다.